# Върнън (окръг, Мисури)
Окръг Върнън (на английски: Vernon County) е окръг в щата Мисури, Съединени американски щати. Площта му е 2168 km², а населението - 20 454 души (2000). Административен център е град Невада.